# Otto Dilg
Otto Dilg (* 1916) war ein deutscher Turner, der für den Turnverein Villingen startete.
1941 war er mit dem Gau Baden Deutscher Meister im Mannschaftsturnen der Bereiche.
Auch kurz nach dem Zweiten Weltkrieg gehörte er noch zu den besten deutschen Kunstturnern.